# Sieczkarnia samojezdna Orkan Z325
 Sieczkarnia samojezdna Orkan Z325 – model polskiej sieczkarni przystosowany do zbioru i rozdrabniania kolb kukurydzy.

## Historia i informacje ogólne
Pod koniec lat siedemdziesiątych XX wieku coraz większą popularność pośród pasz zyskiwała kukurydza, a dokładniej jej dobrze rozdrobnione kolby. Można je było w różny sposób zagospodarowywać po zbiorze: suszyć, zakiszać lub bezpośrednio skarmiać, a sieczkarnia Z325 umożliwiała ich zbiór na etapie dowolnej dojrzałości. W stosunku do innych kierunków produkcji kukurydzy (uprawa na ziarno lub kiszonkę z całych roślin) stawała się ona coraz bardziej konkurencyjna. Pojawiło się zatem zapotrzebowanie na polskim rynku maszyn na specjalistyczne sieczkarnie do takiego sposobu zbioru kukurydzy. Około 1979 roku w Poznańskiej Fabryce Maszyn Żniwnych wyprodukowano sieczkarnię samojezdną Z325. Powstała w oparciu o produkowaną w tamtym czasie polską sieczkarnie samojezdną Z320. Ułatwiało to zaopatrzenie się w części zamienne czyli w konsekwencji naprawę maszyny. Modernizacja sieczkarni Z325 polegała na zwiększeniu liczby noży w bębnie rozdrabniającym z 8 do 16 sztuk i zastosowaniu krótszego przenośnika łańcuchowo-listwowego. Oprócz tego zmieniono przedni most, zespół wydźwigowy oraz instalację hydrauliczną. Z325 nigdy nie była jednak produkowana na masową skalę i przez dłuższy czas. Po roku 1980 rozpoczęto seryjną produkcję sieczkarni samojezdnych Z340 i następnie Z350 u których można było wymienić standardowy bęben 8 nożowy na 16 lub 36 nożowy oraz przystosować je do współpracy z przystawkami do zbioru kolb kukurydzy.

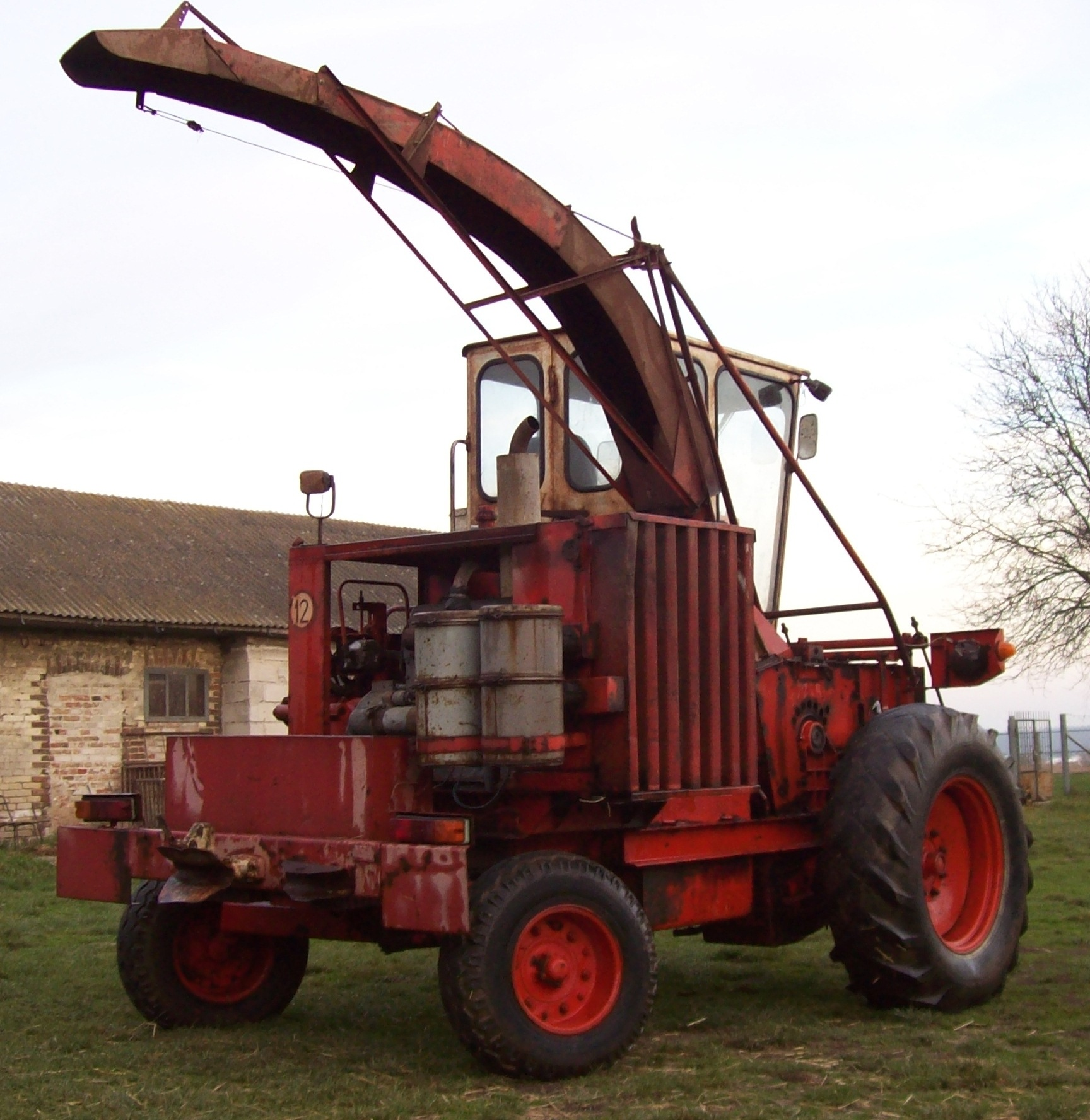
W porównaniu z Orkanem Z320 przy Z325 zastosowano m.in. krótszy transporter i inną instalację hydrauliczną

## Budowa i dane techniczne
Sieczkarnia samojezdna Z325 składała się z maszyny podstawowej i czterorzędowej przystawki do zbioru kolb kukurydzy. Do współpracy z nią mogły być przystosowane węgierskie adaptery Klado, które służyły do zbioru kukurydzy kombajnami Bizon. Początkowo agregatowano sieczkarnie z modelami FKA 401 a następnie FKA 451. Nie mogła współpracować natomiast z przyrządami roboczymi sieczkarni samojezdnej Z320 i Z310, ze względu na zmodernizowany układ zawieszania (skrócony transporter i inny rodzaj siłowników). Umożliwiały to jedynie przeróbki warsztatowe. 

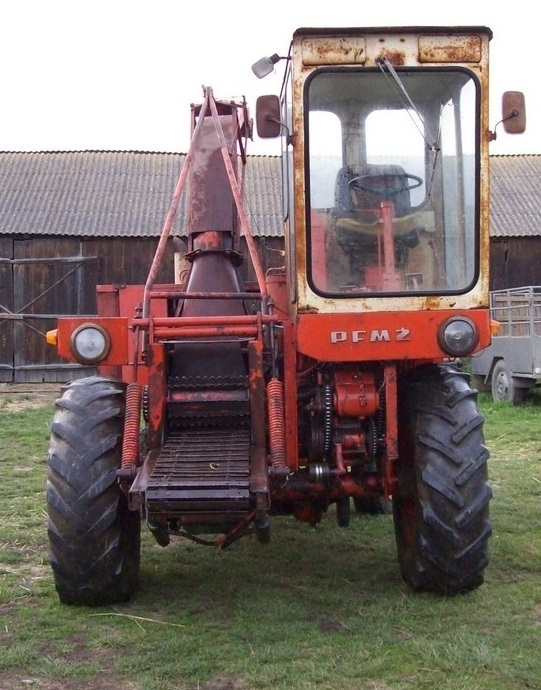
Budowa maszyny podstawowej Z325 była oparta na maszynie podstawowej Orkana Z320

### Maszyna podstawowa Z325

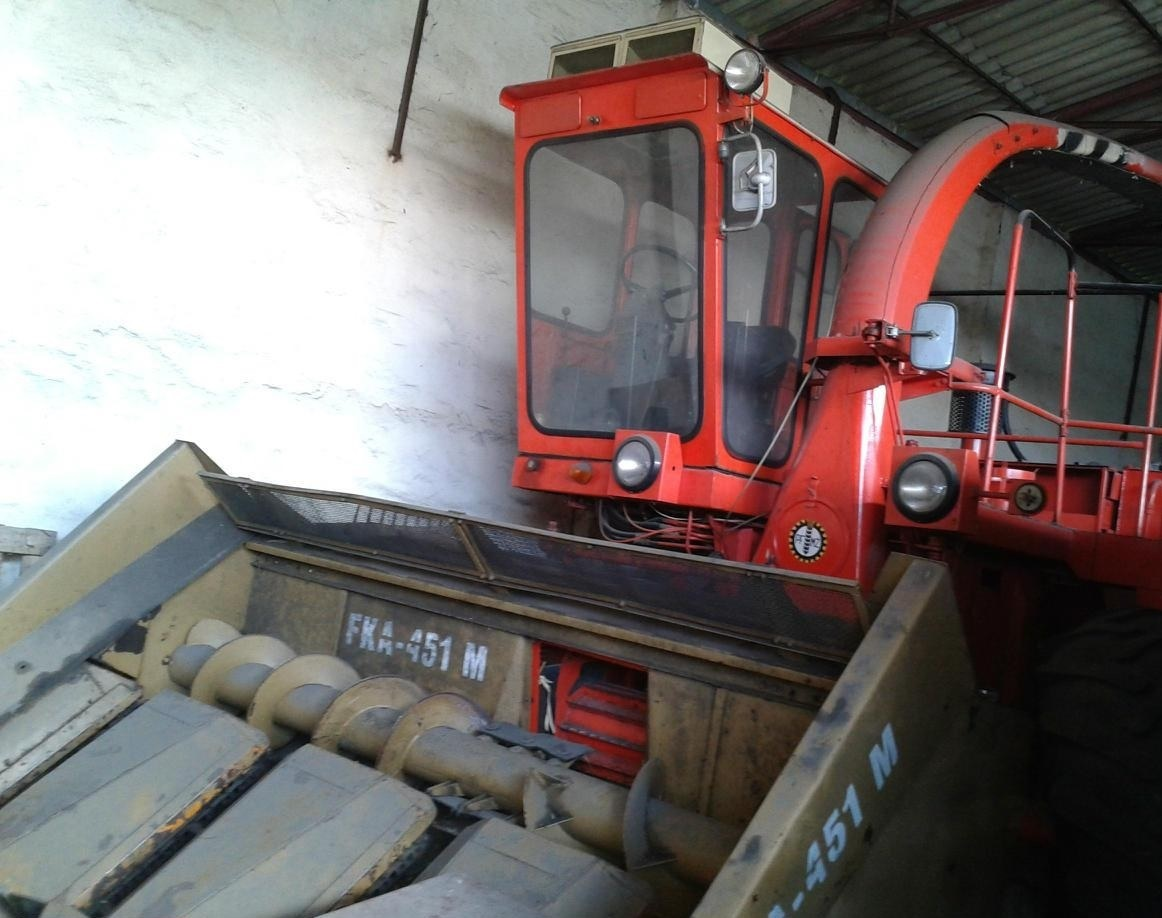
Do zbioru kolb kukurydzy polskimi sieczkarniami samojezdnymi wykorzystywano węgierskie przystawki Klado FKA

Maszyna podstawowa Z325 podobnie jak baza Z320 składała się z zespołu napędowo-jezdnego oraz zespołów roboczych rozdrabniających i transportujących. Zastosowano również ten sam wysokoprężny silnik 6CT107/R1 z turbodoładowarką 3LD.1.2.24 o mocy 135 KM. Osadzono go na saniach, co miało umożliwiać jego łatwy montaż i demontaż w przypadku zajścia takiej potrzeby. Bezstopniowa regulacja prędkości jazdy maszyny umożliwiała dobór optymalnych parametrów w każdych warunkach pracy. Sterowanie maszyną skutecznie ułatwiał układ wspomagający typu Orbitrol. Zastosowano popularną trzybiegową, przekładniową skrzynie biegów montowaną również w kombajnach zbożowych Bizon. Umożliwiała ona jazdę do przodu z prędkością od 1,53 km/h do 20,2 km/h (1 bieg: 1,53-3,64 km/h; 2 bieg: 3,50-8,30 km/h; 3 bieg: 8,50-20,2 km/h) oraz jazdę do tyłu z prędkością od 3,30 km/h do 7,35 km/h. Zabudowanie pomostu sterowniczego szczelnie zamykaną, przeszkloną kabiną miało zapewniać dobre warunki pracy operatorowi sieczkarni. Bęben nożowy o średnicy 620 mm i szerokości 500 mm wyposażony był w 16 noży, które pozwalały otrzymywać stałą długości sieczki bliską 2,5 mm a nie przekraczającą 3,5 mm. Mogło to dawać pewność, iż ziarna kukurydzy zostaną uszkodzone co zdecydowanie polepsza ich strawność dla zwierząt. Sieczkarnia była wyposażona w mechanizm nawrotny, pozwalający na zmianę kierunku obrotów walców podających i przenośnika łańcuchowego co ułatwiało wycofanie nagromadzonej masy z gardzieli sieczkarni w przypadku jej zapchania. Ochronę podstawowych zespołów przed uszkodzeniem umożliwiały zastosowanie w układzie napędowym sprzęgła przeciążeniowe. Wbudowana ostrzałka umożliwiała ostrzenie noży bębna bez konieczności ich demontażu. Istotnym udogodnieniem była hydrauliczna regulacja kanału wyrzutowego w płaszczyźnie poziomej. W płaszczyźnie pionowej regulacja odbywała się mechanicznie przy pomocy ruchomej klapy. Odpowiednie ustawienie kanału umożliwiało załadunek przyczep zaczepionych z tyłu sieczkarni jak i tych jadących obok. Pocięte kolby mogły być transportowane na odległość od 8 do 12 metrów. Położenie przyrządu roboczego w płaszczyźnie pionowej regulowano hydraulicznie. Napięcie instalacji elektrycznej to 24 V. Sieczkarnia miała dwuosiowe podwozie z tylną osią skrętną. Wymiary ogumienia: przód 16,9-14x28; tył 10x15. Rozstaw kół jezdnych był dostosowany do rozstawu międzyrzędzi, dzięki czemu rośliny oberwane z kolb nie były wygniatane. Po przejeździe sieczkarni Z325 pozostała na polu kukurydza (już bez kolb) mogła być również zebrana z pola i zagospodarowana.
Przepustowość sieczkarni była szacowana na 50 t/h.
Dane techniczne maszyny podstawowej Z325:
- Wymiary:
  - długość: 5040 mm
  - szerokość: 2560 mm
  - wysokość: 3750 mm
  - prześwit transportowy: 300 mm
- Masa: 5250 kg

### Przystawki do zbioru kolb kukurydzy Klado FKA-401 i FKA-451

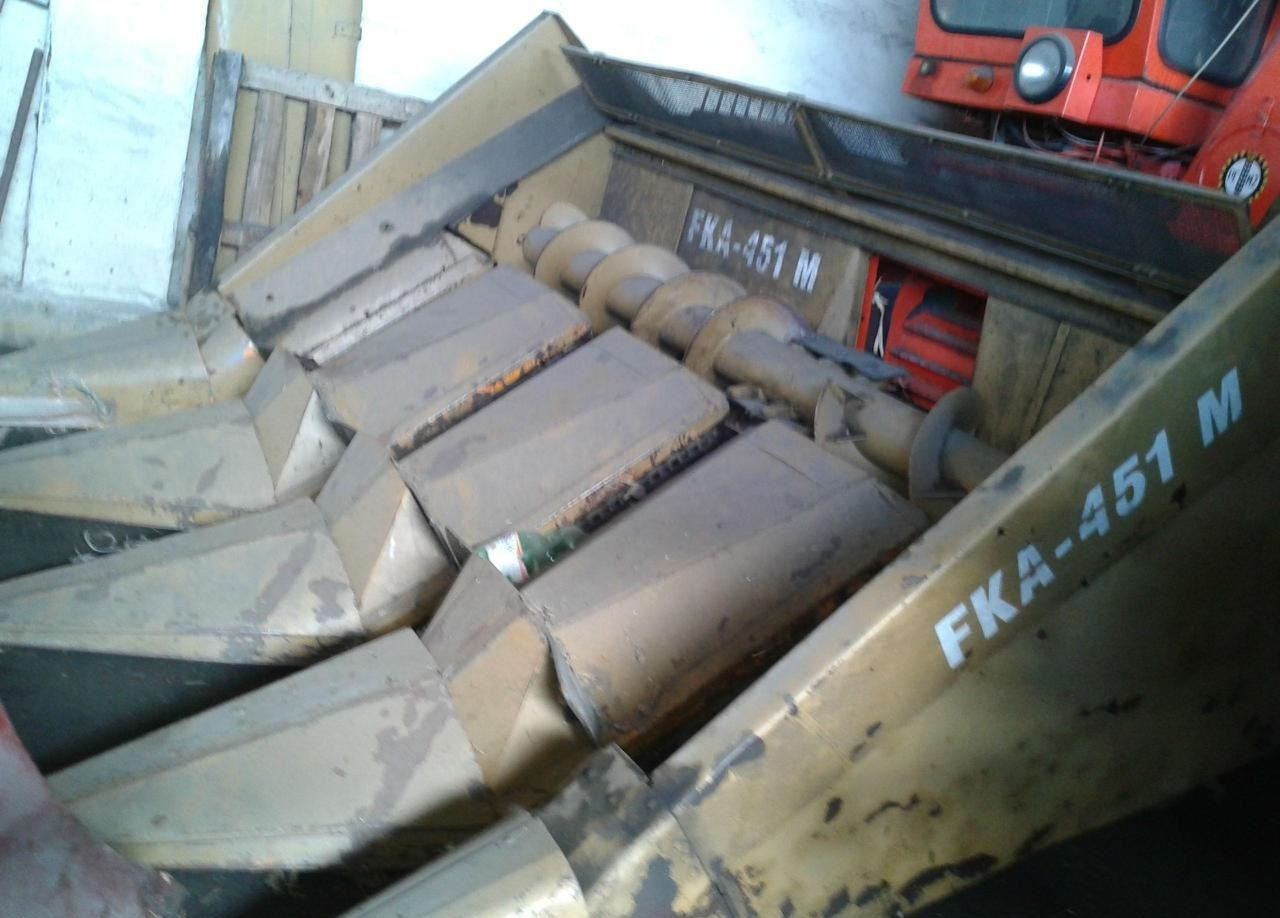
Z sieczkarniami samojezdnymi współpracowały adaptery, które były używane do zbioru kukurydzy na ziarno kombajnami Bizon

Adaptery Klado były produkowane w Węgierskiej Republice Ludowej na licencji niemieckiego potentata w produkcji maszyn rolniczych firmy Claas. Współpraca węgierskiego producenta i niemieckiej firmy dotycząca produkcji tych zespołów nawiązała się w 1972 roku. Niedługo potem rozpoczęto import pierwszych modeli przystawek do Polski. Brały one udział w badaniu przydatności kombajnów zbożowych Bizon przy zbiorze kukurydzy na ziarno. Modele przystawki FKA-451 trafiły do Polski około 1975 roku. Zgodnie z przeznaczeniem mogły współpracować z kombajnami zbożowymi m.in. z Bizonem Super Z050 czy też Bizonem Super Z056. Do prawidłowej współpracy adaptera z kombajnami potrzebna była wymiana fabrycznego przenośnika pochyłego na wzmocniony, który można uznać za część zespołu do zbioru kukurydzy. Węgierskie adaptery znalazły swoje zastosowanie także przy zbiorze kolb kukurydzy sieczkarniami samojezdnymi. Około roku 1979 do współpracy z przystawkami FKA-401 i FKA-451 przystosowano specjalny model sieczkarni - Z325, a po modernizacji układu zawieszania mogły z nią również współpracować później produkowane sieczkarnie Z340 oraz maszyny z serii Z350. 
Konstrukcja przystawek umożliwiała skuteczne obrywanie kolb kukurydzy i dalszy ich transport do bębna sieczkarni bez nadmiaru niepożądanej masy z roślin (liści i łodyg). Adaptery składały się rozdzielaczy, przenośników kolb, wałków przeciągających łodygi, listew oporowych oraz przenośnika ślimakowego. Podczas pracy maszyny, rośliny są naprowadzane przy pomocy rozdzielaczy, które równocześnie ułatwiają jej prowadzenie w łanie kukurydzy. Następnie obracające się współbieżnie wałki odrywają kolby od łodyg. Oberwane kolby są przenoszone dalej na ślimak i następnie w kierunku bębna nożowego. W odróżnieniu od kombajnów zbożowych sieczkarnia samojezdna nie posiada przenośnika pochyłego, a gardziel wlotowa jest węższa. Pozbawione kolb łodygi kukurydzy są wciągane pod przyrząd i pozostają na polu. Mogą być one zbierane sieczkarniami z przyrządami do zbioru roślin wysokich lub przyorywane jako źródło materii organicznej. Przystawki mogła zrywać równocześnie kolby z czterech rzędów kukurydzy a rozstaw międzyrzędzi był regulowany i mieścił się w przedziale od 70 do 76,2 cm (standardowy rozstaw to 75 cm). Deklarowana przez producenta wydajność adaptera FKA-451 przy współpracy z kombajnem zbożowym w zależności od warunków wahała się od 7 do 12 ha/dzień bądź od 40 do 70 t/dzień. Przy współpracy z sieczkarnią samojezdną Z325 wydajność dochodziła do 1 ha/h.
Dane techniczne przystawki do zbioru kolb kukurydzy Klado FKA-451 i FKA-451 M:
- Wymiary: 
  - długość: 3570 mm
  - szerokość: 3000 mm
- Masa: 1600 kg (z przenośnikiem pochyłym)
- Szerokość robocza: 3000 mm (4 rzędy o rozstawie 75 cm).